# Classified
A Classified a Sweetbox-projekt második albuma, és az első, melyet Jade Villalon énekesnővel vettek fel. Számos dal komolyzenei vagy filmzenei részleteket használ fel vagy azon alapul. Stílusában az album nagyon összetett, sokféle hatás megtalálható rajta.
A számokban található komolyzenei és filmzenei részletek, inspirációk:
- Cinderella: G. Ph. Telemann D-dúr trombitahangversenyén alapul.
- For the Lonely: a La Califfa film Ennio Morricone által szerzett zenéjén alapul.
- Boyfriend: a Rocky filmben hallható Gonna Fly Nowból (szerezte Bill Conti) tartalmaz részletet.
- Superstar: Csajkovszkij A hattyúk tava című balettjének dallamán alapul.
- Sacred: Maurice Ravel Bolerója ihlette.
- That Night: Leonardo di Gioforte D-dúr oboahangversenyén alapul.
- Crazy: Beethoven 5. szimfóniájából tartalmaz részletet.
- Trying to Be Me: Edvard Grieg Peer Gynt-szvitjéből Solveigh dalán alapul.

Néhány dal, ami az albumhoz készült, de végül nem került rá, később más Sweetbox-albumokon megjelent: a Heartbreaker a Raw Treasures Vol.1-on, a Happy Tears pedig az Addicteden.

## Kislemezek
Négy kislemez jelent meg az albumról, köztük a For the Lonely, ami Jade kedvenc dala a saját számai közül.
- Trying to Be Me (2000)
- For the Lonely (2000)
- Boyfriend (2001)
- Cinderella (2001)

## Számlista
Az album Európában, Koreában, Tajvanon és Kínában megjelent változata
| #               | Cím                            | Szerzők                                                               | Hossz |
| --------------- | ------------------------------ | --------------------------------------------------------------------- | ----- |
| 1.              | Cinderella                     | Geoman, Jade Villalon, Anne Braendeland, J. Aanestad, Gh. P. Telemann | 3:16  |
| 2.              | For the Lonely                 | Geoman, Villalon, Ennio Morricone                                     | 3:10  |
| 3.              | Boyfriend                      | Geoman, Villalon, B. Conti, Carol Von, Ayn Robbins                    | 2:49  |
| 4.              | How Does It Feel               | Geoman, Villalon                                                      | 4:02  |
| 5.              | Interlude: Every Time          | Geoman, Villalon                                                      | 1:44  |
| 6.              | Every Time                     | Geoman, Villalon                                                      | 3:50  |
| 7.              | Superstar                      | Geoman, Villalon, Csajkovszkij                                        | 3:06  |
| 8.              | Sacred                         | Geoman, Villalon, Braendeland                                         | 3:46  |
| 9.              | That Night                     | Geoman, Villalon, Gioforte                                            | 3:32  |
| 10.             | Brown Haired Boy               | Geoman, Villalon                                                      | 3:04  |
| 11.             | Crazy                          | Geoman, Villalon, Beethoven                                           | 3:32  |
| 12.             | Trying to Be Me                | Geoman, Villalon, Mucky, Grieg                                        | 3:05  |
| 13.             | Interlude: Not Different       | Geoman, Villalon                                                      | 0:20  |
| 14.             | Not Different (I Laugh, I Cry) | Geoman, Villalon, Händel                                              | 3:34  |
| Kínai bónuszdal |                                |                                                                       |       |
| 15.             | Everything’s Gonna Be Alright  | Geoman, Tina Harris                                                   | 3:10  |
| 16.             | Shout (Let It All Out)         |                                                                       |       |

Az album Japánban megjelent változata
1. Cinderella
2. For the Lonely
3. Everything’s Gonna Be Alright (Jade’s Version)
4. Boyfriend
5. How Does It Feel
6. Interlude – Every Time
7. Every Time
8. Superstar
9. Sacred
10. That Night
11. Brown Haired Boy
12. Crazy
13. Trying to Be Me
14. Interlude – Not Different
15. Not Different (I Laugh, I Cry)
16. For the Lonely (Geo's Remix)
17. Trying to Be Me (RMX)